# Вариации и фуга на тему Генделя
Вариации и фуга на тему Генделя, опус 24 ― произведение для фортепиано соло, написанное Иоганнесом Брамсом в сентябре 1861 года в Гамбурге в честь 42-летия Клары Шуман. Было впервые исполнено в декабре того же года в лейпцигском Гевандхаузе. 
Композиция состоит из темы, двадцати пяти вариаций и большой заключительной фуги. Тема произведения взята из сюиты для клавесина № 1 си-бемоль мажор Георга Фридриха Генделя (HWV 434, 1733 г.).
В наше время эти вариации считаются одним из самых гениальных произведений Брамса ― некоторые ставят их в один ряд с Гольдберг-вариациями И. С. Баха и вариациями на тему Диабелли Л. ван Бетховена. Биограф Брамса Ян Сваффорд называет это произведение «лучшим набором фортепианных вариаций со времен Бетховена», добавляя: «Помимо мастерского раскрытия идей, завершающихся мощной фугой, предназначенной для того, чтобы разрушить зал, произведение гениально и в других отношениях: наполнение традиционных музыкальных форм свежей энергией и воображением; смешение стилей ― Брамс начинает с галантной барочной мелодии Генделя и затем органично интегрирует её в свой собственный стиль».